# Arona Las Playas Americas Tenerife
L'Arona Las Playas Americas Tenerife est un club espagnol de volley-ball, fondé en 1997 et basé à Tenerife.

## Palmarès
- Coupe d'Espagne : 2004
- Supercoupe d'Espagne : 2004

## Joueurs majeurs
- Jordi Gens  Espagne (passeur, 1,87 m)